# Веретье-3 (Псковская область)
Веретье-3 — деревня в Великолукском районе Псковской области России. Входит в состав сельского поселения «Переслегинская волость».
Расположена в центре района, в 13 км к северо-западу от райцентра Великие Луки и в 11 км к северо-востоку от волостного центра Переслегино. Южнее находятся деревни Веретье-2 и Веретье-1.
Численность населения по оценке на 2000 год составляла 1 человек, на 2010 год — постоянных жителей нет.